# Michael Mayer (Volleyballspieler)
Michael Mayer (* 14. Februar 1980 in Sulzbach-Rosenberg) ist ein ehemaliger deutscher Volleyball-Nationalspieler.

## Karriere
Michael Mayer begann seine Karriere beim TV Viechtach, mit dem er 1992 deutscher E-Jugend Meister in Leschede wurde. Anschließend spielte er beim ASV Dachau und beim TSV Deggendorf, bevor er 1997 beim SV Lohhof in der Ersten Bundesliga debütierte und zum Aufsteiger der Saison gewählt wurde. 1998 ging er zum Deutschen Meister SV Bayer Wuppertal. Nach nur wenigen Monaten zog es ihn wieder zurück in seine bayerische Heimat zum Ligakonkurrenten TSV Unterhaching, mit dem er sich in den Folgejahren in der nationalen Spitze etablierte. 2003 wechselte Michael Mayer ins belgische Ausland zu Noliko Maaseik, wo er an der Seite seines Nationalmannschaftskollegen Georg Wiebel Belgischer Meister, Pokalsieger und Supercupsieger wurde. Danach kehrte er zurück in die Bundesliga zum TSV Unterhaching. Im Herbst 2007 trennte man sich im Streit. Nach anderthalb Jahren Volleyballpause gelang Michael Mayer ein Comeback beim Bundesligisten SG Eltmann. Von 2009 bis 2011 spielte Mayer bei seinem früheren Verein TSV Deggendorf in der Regionalliga. In der Saison 2011/12 spielte er wieder beim SV Lohhof, mit dem ihm 2012 der Aufstieg in die Regionalliga gelang. Seit der Spielzeit 2012/13 ist Mayer als Spielertrainer beim TSV Mühldorf tätig. Mit den Oberbayern gewann der gebürtige Sulzbacher die Meisterschaft der Regionalliga Südost und im Folgejahr die 3. Liga Ost.
Michael Mayer absolvierte für die deutsche Nationalmannschaft 55 Länderspiele.

## Privates
Michael Mayer ist heute Mathematik- und Physiklehrer an der staatlichen Realschule in Simbach am Inn.